# St. Jakobus (Zimmern unter der Burg)

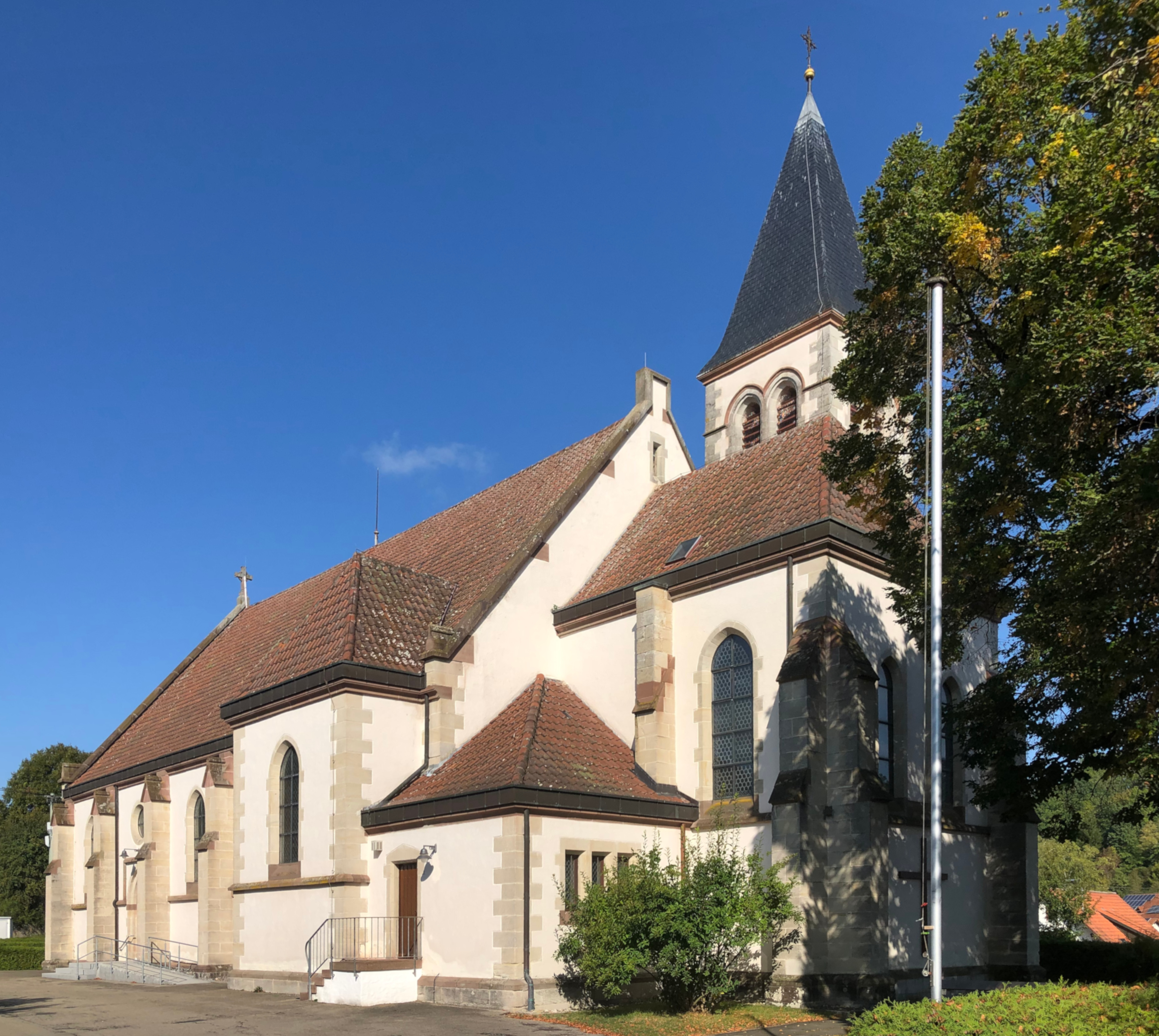
St. Jakobus in Zimmern unter der Burg

Die römisch-katholische Pfarrkirche St. Jakobus steht in Zimmern unter der Burg, einer Gemeinde im Zollernalbkreis in Baden-Württemberg. Sie gehört zum Dekanat Balingen in der Diözese Rottenburg-Stuttgart. Das Bauwerk ist beim Landesamt für Denkmalpflege Baden-Württemberg als Baudenkmal eingetragen.

## Beschreibung

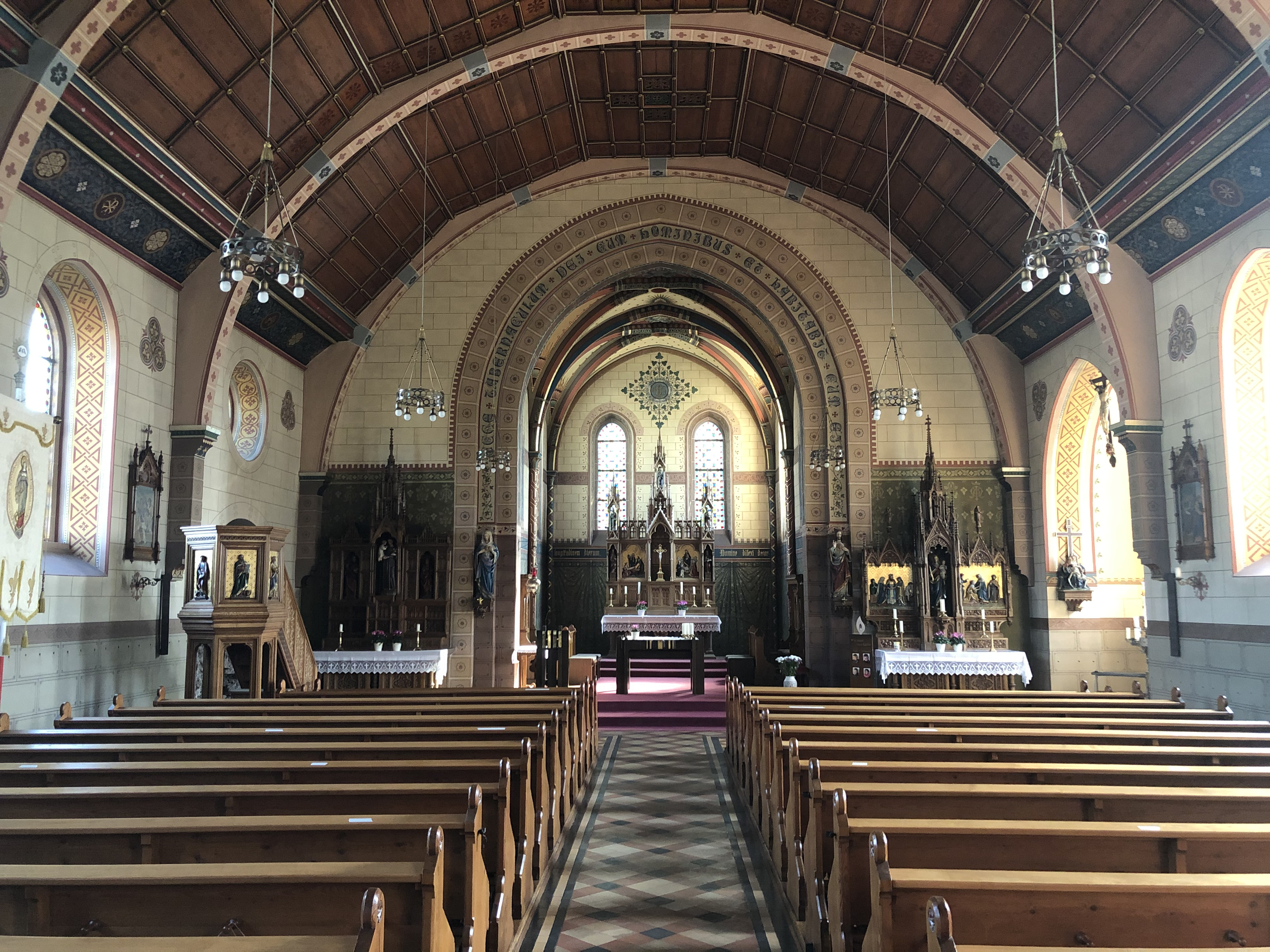
Blick zum Chor

Die neugotische Saalkirche wurde 1894 bis 1896 nach Entwürfen von Joseph Cades erbaut. Sie besteht aus einem Langhaus, einem eingezogenen, gerade geschlossenen Chor im Osten, die beide von Strebepfeilern gestützt werden, und einem Chorflankenturm an der Nordwand und der Sakristei an der Südwand des Chors. Der Chorflankenturm beherbergt hinter den als Biforien gestalteten Klangarkaden den Glockenstuhl. Darauf sitzt ein Pyramidendach. 
Der Innenraum des Langhauses ist mit einem kassettierten Tonnengewölbe überspannt. Die Kirchenausstattung ist vollständig erhalten. Die Orgel auf der Empore wurde 1897 als Opus 44 von der Gebr. Späth Orgelbau errichtet.